# Солхейм, Вильгельм Джерард
Вильгельм Джерард Солхейм (англ. Wilhelm Gerhard Solheim; 1898—1978) — американский миколог.

## Биография
Вильгельм Джерард Солхейм родился 13 мая 1898 года в городе Стоутон штата Висконсин. Учился в Учительском колледже штата Айова, в 1924 году получил степень бакалавра. Затем Солхейм перешёл в Иллинойсский университет, где в 1926 году получил степень магистра, а в 1928 — доктора философии. В 1929 году Вильгельм Джерард стал преподавать в Вайомингском университете. С 1931 по 1950 он был главой департамента ботаники Университета. Солхейм хранил большую часть своего обширного гербария, в котором насчитывается около 50 тысяч образцов, у себя дома. В 1963 году Солхейм ушёл из департамента ботаники и отправился в Афганистан. В 1965 году вернулся в США и два года преподавал фитопатологию в Аризонском университете. 9 мая 1978 года Солхейм стал почётным доктором права в Вайомингском университете. Через 6 дней, 15 мая, Вильгельм Джерард скончался в своём доме в Ларами.

## Род и некоторые виды грибов, названные в честь В. Дж. Солхейма
- Solheimia E.F.Morris, 1967
- Didymella solheimii Petr., 1978
- Hebeloma solheimii A.H.Sm., V.S.Evenson & Mitchel, 1983
- Leccinum solheimii A.H.Sm., Thiers & Watling, 1966
- Psathyrella solheimii McKnight & A.H.Sm., 1972
- Puccinia solheimii Cummins, 1940